# Eleições gerais na Nova Zelândia em 2008
As eleições gerais neozelandesas de 2008 foram realizadas em 8 de novembro. Cerca de 2,9 milhões de neozelandeses foram convocados à votar neste pleito.

## Resultados

### No Parlamento
O principal partido de oposição neozelandês, o Partido Nacional (centro-direita), venceu as legislativas, os resultados são de 45% dos votos a favor de John Key, contra 34 de Helen Clark, que representa o partido trabalhista. Após a apuração de 85% dos votos, foi divulgado que o Partido Nacional de John Key e seus aliados contarão com 69 cadeiras no novo Parlamento, contra 53 para os trabalhistas da primeira-ministra Helen Clark.

## Resultados Oficiais
| Partido                 | Partido                 | Votos     | %     | +/-  | Deputados | +/-     |
| ----------------------- | ----------------------- | --------- | ----- | ---- | --------- | ------- |
|                         | Partido Nacional        | 1 053 398 | 44,93 | 5,83 | 58 / 122  | 10      |
|                         | Partido Trabalhista     | 796 880   | 33,99 | 7,11 | 43 / 122  | 7       |
|                         | Partido Verde           | 157 613   | 6,72  | 1,42 | 9 / 122   | 3       |
|                         | Nova Zelândia Primeiro  | 95 356    | 4,07  | 1,65 | 0 / 122   | 7       |
|                         | ACT Nova Zelândia       | 85 496    | 3,65  | 2,14 | 5 / 122   | 3       |
|                         | Partido Maori           | 55 980    | 2,39  | 0,27 | 5 / 122   | 1       |
|                         | Partido Progressista    | 21 241    | 0,91  | 0,25 | 1 / 122   | Estável |
|                         | Futuro Unido            | 20 497    | 0,87  | 1,80 | 1 / 122   | 2       |
|                         | Outros                  | 58 105    | 2,44  |      | 0 / 122   |         |
| Votos Inválidos         | Votos Inválidos         | 31 914    |       |      |           |         |
| Total                   | Total                   | 2 376 480 | 100   |      | 122 / 122 | 1       |
| Eleitorado/Participação | Eleitorado/Participação | 2 990 788 | 79,46 | 1,46 |           |         |